# Farmacología sumeria

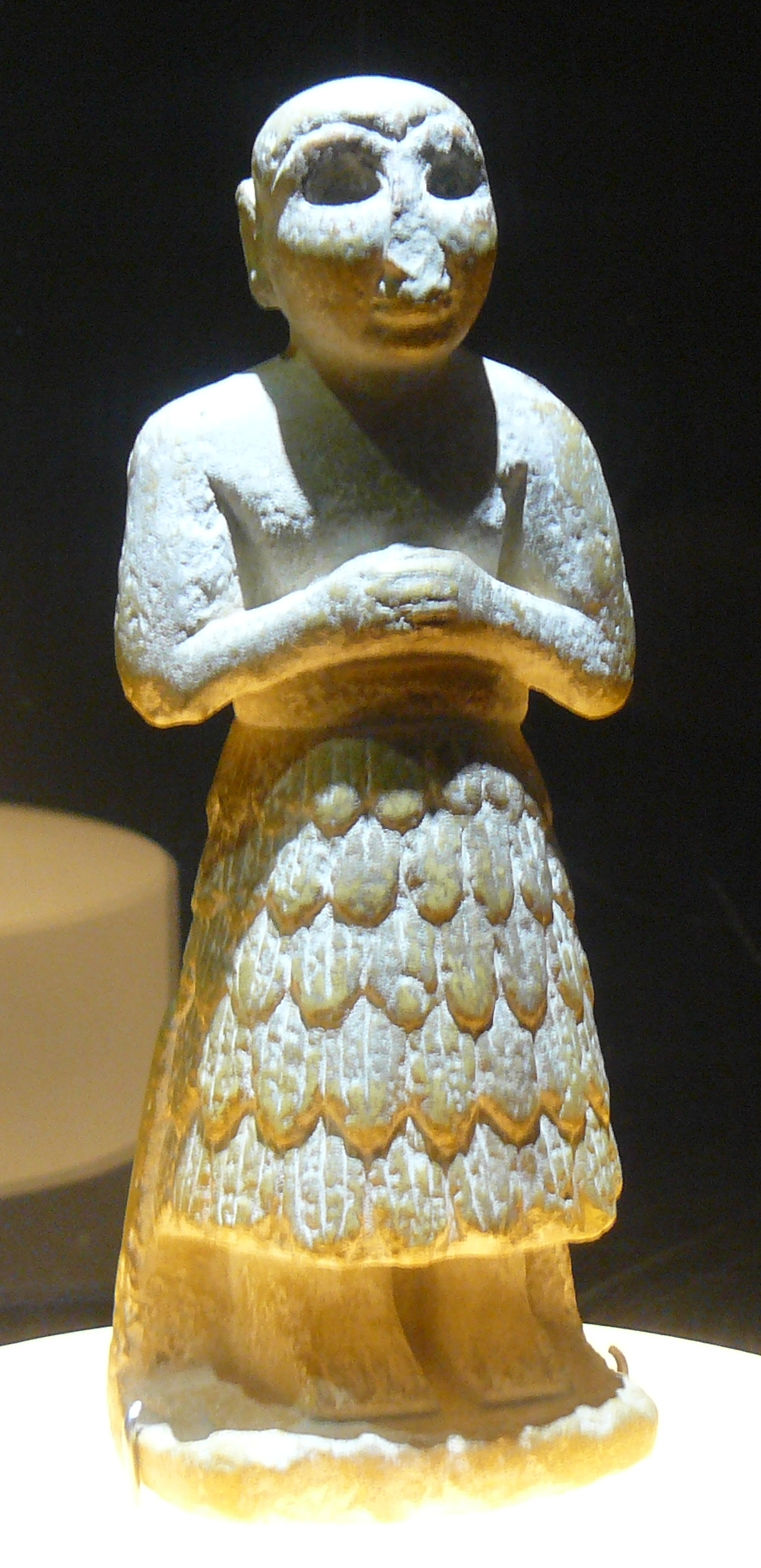
Sacerdote Sumerio

La farmacología sumeria (del Griego, pharmacon (φάρμακον), fármaco, y logos, ciencia; del acadio Šumeru; en sumerio cuneiforme, aproximadamente "KI=tierra o país, EN=señor, GI=caña o cañaveral") es como llamaban los sumerios a su región y en sus escritos se hallaban fórmulas herbolarias de terapéutica basado principalmente en métodos mágico religiosos, como rituales, predicciones astronómicas o asimilación de estaciones del año y dioses con enfermedades. Sus técnicas más empíricas son el uso de sustancias animales, vegetales y minerales (predominantemente vegetales) para el tratamiento de algunas afecciones. El uso farmacológico se empleaba sin ningún ensayo y conocimiento científico (solo por observación).

## Historia

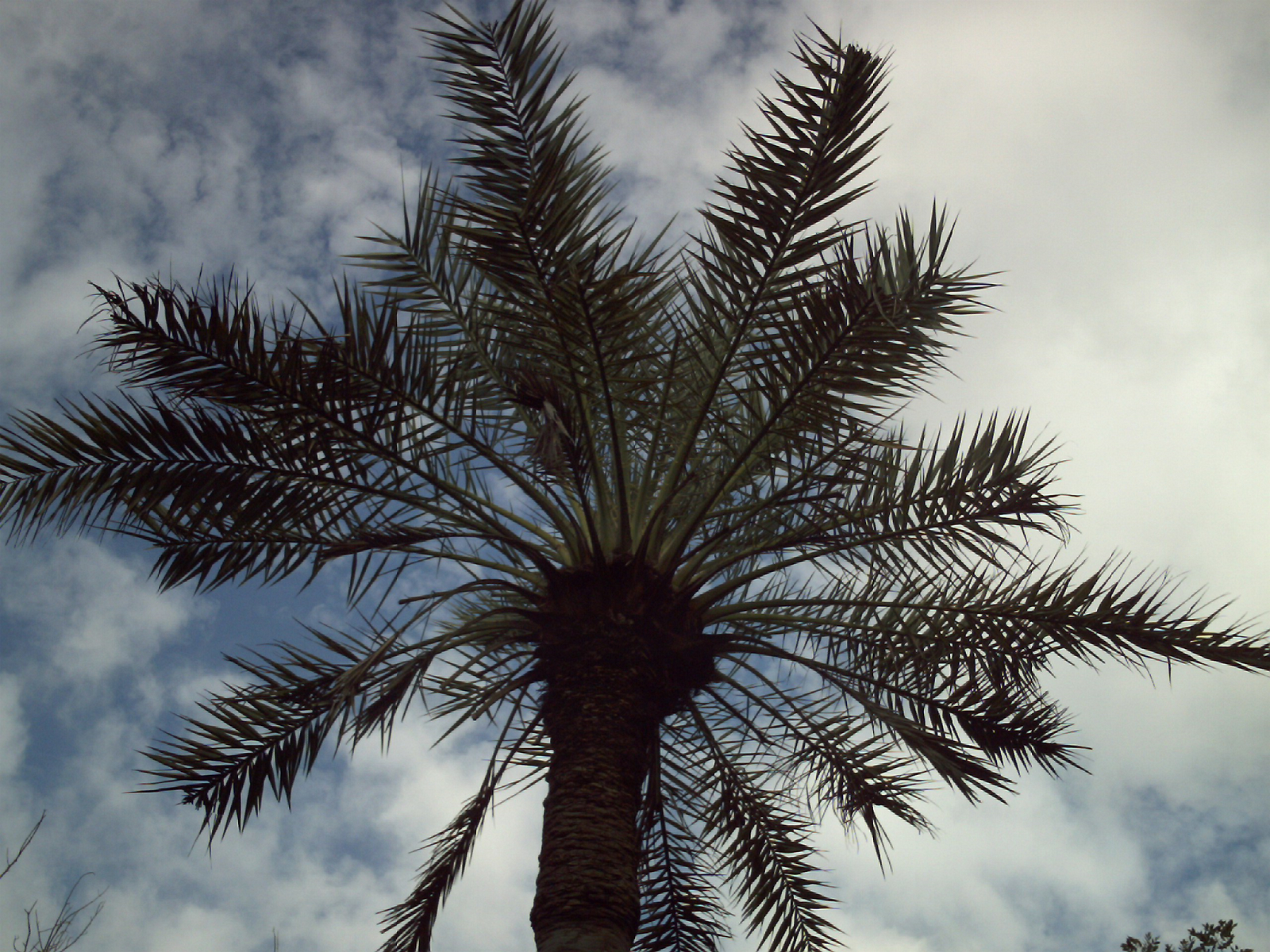
Dátil

La cultura Sumeria nace entre el fin del periodo neolítico (6700 a.c) y el nacimiento de la cultura Uruk (4000-3200 a.c). Los Sumerios alcanzaron un gran desarrollo en la ciencia que contribuyó en gran medida para el avance en occidente y oriente. La arqueología fue encontrando tablillas y utensilios que permitieron conocer la descripción de su cultura y comportamiento.
La farmacología sumeria se conformó casi enteramente de principios puramente empíricos, es decir, basadas en la experiencia, en las que el ensayo, el error y la paciencia eran la base fundamental y la justificación mágica o religiosa como la única explicación válida. Fue una tablilla encontrada en Nippur, enterrada por más de cuatro mil años, la más importante siendo considerada el primer manual de medicina. En ella se encontraban fórmulas químicas y mágicas para el tratamiento de enfermedades. La farmacología sumeria usaba sustancias vegetales, animales y minerales para la fabricación de medicamentos y fines terapéuticos a respuestas de las patologías de cada región.

## Materias primas de la farmacología sumeria

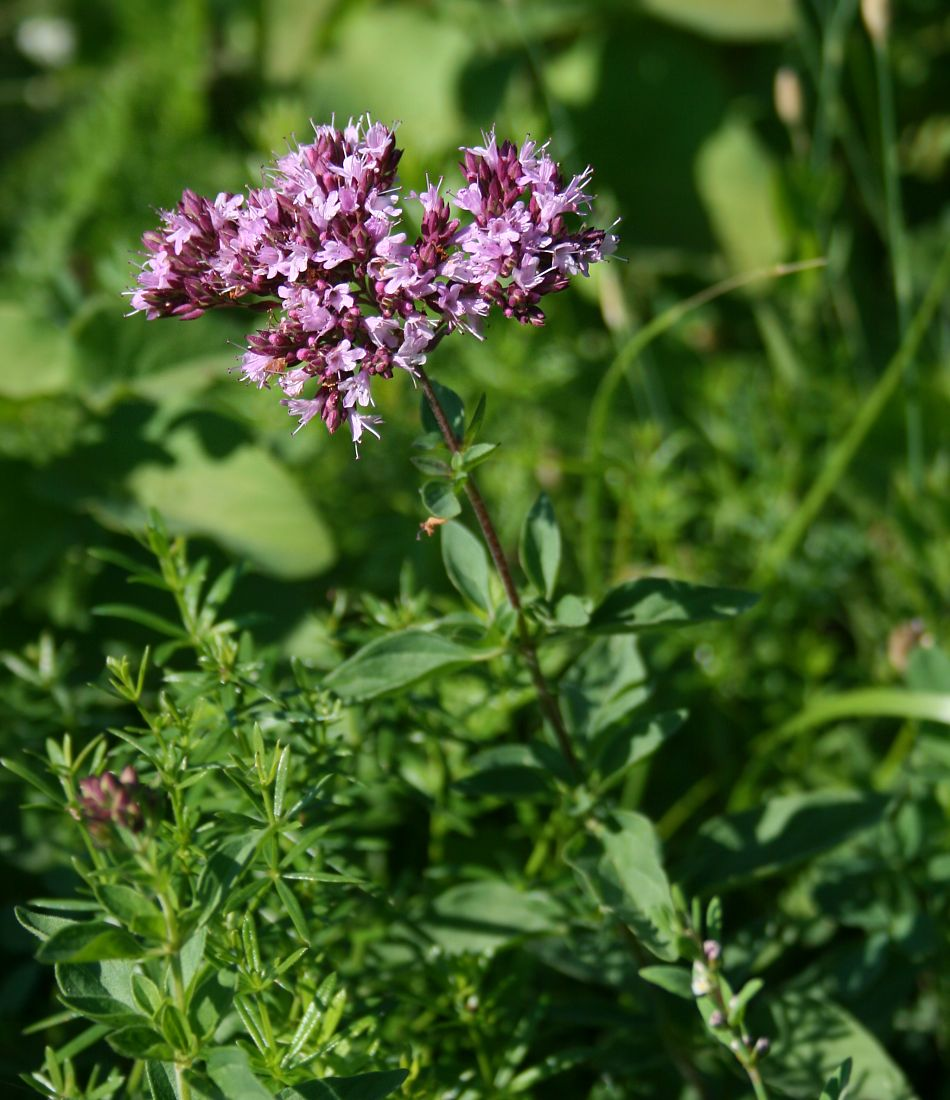
Orégano

Los minerales favoritos de los sumerios eran el cloruro de sodio (sal marina), y el nitrato de potasio (salitre). Como productos animales usaban la leche, la piel de serpientes, las escamas de tortugas, pero la mayoría de sus remedios eran obtenidos a partir de vegetales tales como: orégano, asafétida, árboles como el sauce, pino, higuera y el dátil de las cuales se preparaba la raíz, las ramas o corteza y se conservaban en polvo o de forma sólida. Otros remedios que también hacían eran ungüentos para uso externo y otros líquidos para uso interno.

## Preparación farmacológica
Procedían a pulverizar de manera integral los ingredientes, luego a impregnar el polvo obtenido con vino, consiguientemente verter en esta mezcla aceite vegetal ordinario, y aceite de cerdo, una vez obtenido el resultado de esto lo podían consumir vía oral.
Con el fin de extraer los elementos requeridos, el médico sumerio hacía hervir el material curativo en agua, después agregaba álcali y sales, para separar las materias orgánicas, la mezcla se sometía a filtración, al enfermo se le administraba por medio del filtro, después se frotaba con aceite y se agregaban sustancias complementarias. Además se le daba un componente al enfermo para que facilitase la absorción del remedio que casi siempre era cerveza. En la tablilla se hace presente que los sumerios tenían grandes conocimientos en cuanto a la química ya que sus procesos dependían de ella.
Pero los remedios eran de poco valor puesto que en ningún texto se explica a que enfermedades se aplican específicamente cada uno, tampoco se especifican las dosis, ni la frecuencia de aplicación.